# Maestro di Collamato
Il Maestro di Collamato (...), è la designazione di un anonimo pittore attivo tra la fine del XV e l'inizio del XVI secolo, operante principalmente nell'area di Fabriano. Il nome è fatto derivare da un affresco attribuitogli nella chiesetta rurale di Collamato.

## Biografia
La sua identità storica è ancora oggetto di studio. Secondo lo storico dell’arte Matteo Mazzalupi, il Maestro di Collamato potrebbe corrispondere a Francesco d’Ottaviano, pittore originario di Arcevia e attivo a Fabriano almeno dal 1490 al 1518. Francesco è citato in un documento del 1490 come testimone nel contratto per una pala di Carlo Crivelli destinata alla chiesa di San Francesco di Fabriano. Un affresco firmato da un "Francesco da Fabriano" è documentato nel 1497 nella chiesa di San Venanzio ad Albacina (oggi perduto), e anch’esso potrebbe essere opera del Maestro di Collamato.
Un altro nome fittizio legato a questo artista è Bernardino Nardini, comparso per la prima volta in un catalogo di vendita del 1905 a Roma (collezione Galli Dunn), ma mai storicamente attestato. Il nome potrebbe essere stato composto arbitrariamente unendo elementi di altri pittori attivi tra Umbria e Marche.

## Stile
Lo stile del Maestro di Collamato è caratterizzato da forti elementi decorativi: drappi spiegazzati, fondi marmorei finti, colori accesi e impostazioni simmetriche. L’artista mostra influenze di pittori marchigiani e umbri come Antonio da Fabriano, Luca di Paolo, Lorenzo d'Alessandro e Carlo Crivelli, ma con una spiccata nostalgia per il gotico internazionale.

## Opere attribuite
Il corpus delle opere attribuite al Maestro di Collamato è stato ricostruito attraverso analisi stilistiche, archivistiche e confronti fotografici, in particolare da parte della Fondazione Federico Zeri. Le principali opere sono:

### Tavole e tele
- Incoronazione della Vergine tra i santi Benedetto e Maria Maddalena, con predella raffigurante Cristo tra i dodici apostoli – già collezione Galli Dunn, oggi dispersa.
- Sant’Anna con la Madonna, Gesù Bambino e santi – già collezione Loeser.
- Madonna con Bambino in trono – opera homeless (Fondazione Zeri).
- Madonna con Bambino tra san Facondino, sant’Agostino e un donatore – Civica Raccolta d’Arte di Sassoferrato.
- Quattro scomparti di polittico del 1478 – Civica Raccolta d’Arte di Sassoferrato.
- San Girolamo e donatore – Museo d'Arte Sacra di Genga.
- Crocifissione con san Giobbe e donatore – Museo d'Arte Sacra di Genga.
- Madonna del Soccorso – tela nella chiesa di Santa Maria del Piano, Sassoferrato.
- Madonna con Bambino tra il beato Costanzo da Fabriano e il beato Giacomo della Marca – ubicazione ignota.
- Madonna con Bambino, san Raffaele Arcangelo, san Pietro Martire e donatrice – già nella chiesa di San Clemente a Genga.
- Madonna di Loreto – ex parrocchiale di San Vito a Valsantangelo di Pieve Torina (rubata nel 1973).
- Madonna con Bambino e san Giobbe e donatore – Castello Odescalchi, Bracciano.
- Madonna del Buon Gesù – collezione Zeri a Mentana (copia con variazioni del Maestro di Staffolo).
- San Pietro e san Paolo – attribuita e passata in asta presso Wannenes nel 2024.

### Affreschi
- Sant’Anna Metterza tra i santi Rocco e Sebastiano – Chiesa rurale di S. Anna di Collamato, Fabriano.
- Madonna con Bambino e santi – Affresco nella chiesa di S. Maria delle Grazie a Cerreto d’Esi (con aggiunte posteriori attribuite a Domiziano Domiziani).
- Affresco firmato in San Venanzio ad Albacina – oggi perduto.